# Fixare
En fixare är inom journalistik en lokal person som anlitas av en utrikeskorrespondent som tolk och guide. En fixare är ofta en lokal journalist.
Fixare arbetar ofta i skuggan av en journalist och är beredd att ta stora risker för att hjälpa till med transporter och möten. Trots att de arbetar fram en stor del av det journalistiska grundmaterialet som intervjuer och bilder erbjuds de oftast varken säkerhet eller erkännande för sitt arbete.
Användandet av fixare kan utgöra ett moraliskt dilemma. De är ofta helt nödvändiga för utrikeskorrespondenternas arbete, samtidigt som detta arbete kan utgöra en fara för dem själva.

## Användandet av fixare av svenska medier
Enligt Sveriges Television är användandet av fixare en ren affärsuppgörelse mellan vuxna människor, men eftersom det inte handlar om en anställning har bolaget inget formellt ansvar.
2011 var Reportrar utan gränser i Sverige oroade för fixarna i Libyen.